# Ansegiz (imię)
Ansegiz – dwuczłonowe imię złożone pochodzenia germańskiego z którego pierwsza część jest imieniem bogów skandynawskich z rodu Odyna, druga (częsta w imiennictwie germańskim) wyrazem -gis (gisil) 'strzała'. Ansegiz oznacza 'posiadający strzałę Asów'.
Patronem imienia jest św. Ansegiz, opat z Fontenelle.
Ansegiz obchodzi imieniny 20 lipca.
Zobacz też:
- Ansegizel